# Гроб, Карл
Карл Гроб (нем. Karl Grob; 30 мая 1946, Кюснахт — 20 апреля 2019, Цюрих) — швейцарский футболист, игравший на позиции вратаря. Пятикратный чемпион Швейцарии в составе «Цюриха».

## Биография

### Клубная карьера
Гроб был одним из сильнейших вратарей Швейцарии и большую часть своей карьеры играл за «Цюрих». В составе «Цюриха» он играл на протяжении 20 сезонов, выиграл 5 чемпионских титулов и 4 Кубка Швейцарии. Гроб является рекордсменом игр за «Цюрих», за который сыграл в Суперлиге 513 матчей.
В 1987 году перешёл в «Биль-Бьенн», в котором отыграл один сезон, а в 1988 году завершил карьеру игрока в возрасте 42 лет.

### Карьера в сборной
За сборную Швейцарии дебютировал 23 декабря 1967 года в матче со сборной Италии в рамках отбора на чемпионат Европы 1968 года, выйдя на замену на 81-й минуте — та игра закончилась победой итальянцев со счётом 4:0, но Гроб не пропустил в этом матче. Всего за сборную Швейцарии сыграл 7 матчей.

### Смерть
Скончался 20 апреля 2019 года в одной из больниц Цюриха в возрасте 72 лет по причине полиорганной недостаточности

## Достижения
«Цюрих»
- Чемпион Швейцарии (5): 1967/68, 1973/74, 1974/75, 1975/76, 1980/81
- Обладатель Кубка Швейцарии (4): 1969/70, 1971/72, 1972/73, 1975/76